# Инори Айдзава
Инори Айдзава (яп. 相沢 いのり Айдзава Инори, кит. 藍澤祈), также Internet Explorer-тан — моэ-антропоморфный маскот веб-браузера Internet Explorer (IE) и в настоящее время его преёмника — Microsoft Edge, созданный Microsoft Singapore и Collateral Damage Studios к фестивалю Anime Festival Asia 2013 года. Инори представлена в видео, снятого в стиле аниме, у неё есть собственный аккаунт в Facebook, а также она появляется в специальной версии браузера. Задача Инори — оказывать содействие в рекламировании Internet Explorer и убедить поклонников аниме вернуться к использованию браузера вследствие его падающей популярности. Персонаж получил в основном положительные отзывы.

## Разработка персонажа
Инори Айдзава является персонификацией Internet Explorer. Дизайн был разработан студией Collateral Damage Studios, в которой захотели создать своего собственного персонажа после того, как художник и продюсер Дэнни Чу опубликовал изображение с антропоморфными персонажами веб-браузеров Safari, Mozilla Firefox и Google Chrome. Однако изначальный дизайн представлял собой не более чем фан-арт. Но после того, как Collateral Damage Studios в шутку попросили Microsoft «позвонить им», со студией связался представитель Microsoft Asia-Pacific, и Инори была утверждена в качестве маскота Internet Explorer. Согласно заявлению Microsoft, Инори была создана Microsoft Singapore к фестивалю Anime Festival Asia 2013 года и является частью региональной маркетинговой программы для индустрии аниме и японской поп-культуры, а также для азиатского региона. Тем не менее Инори не является официальным маскотом Internet Explorer. На фестивале Инори использовалась для привлечения внимания посетителей к новому браузеру, а также к телефонам и планшетам Nokia на базе Windows Phone. Сотрудник Microsoft заявил, что Инори олицетворяет собой «новый взгляд на IE». Персонажа озвучила бывший идол Sea*A и певица Валери Тан, которая также создала косплей Инори в рамках маркетинговой презентации Microsoft. Несмотря на то, что она представлена на официальном канале Internet Explorer на YouTube, в Microsoft уточнили, что Инори не будет использоваться в маркетинговых кампаниях за пределами Азии, в том числе в США.
Согласно художникам Collateral Damage Studios, создавшим персонажа, «концепция, которую мы хотели реализовать с IE-тан, было „искупление“», имея в виду более ранние и менее функциональные версии Internet Explorer. Они сравнили более ранние версии браузера с «неловкой девушкой, пытающейся сделать слишком многое. Она неуклюжая, занудная... та, над кем каждый любит издеваться», и поэтому в дизайне были учтены элементы, отражающее трансформацию IE из «гадкого утёнка» в «ловкий и уверенный» браузер. Относительно имени персонажа в Collateral Damage Studios отметили, что они выбрали «Айдзава», поскольку она происходит из семьи персонажей-персонификаций Microsoft в стиле аниме, а имя «Инори» — «учитывая то, что она олицетворяет, ей несомненно подошла бы молитва». Рекламный видеоролик с участием Инори был загружен на YouTube-канал Internet Explorer к мероприятию Anime Festival Asia. Microsoft ранее в пределах Азии использовала похожих аниме-персонажей в маркетинговых кампаниях. Среди них Хикару Айдзава, которую Microsoft Taiwan использует для продвижения Microsoft Silverlight с 2010 года, Нанами Мадобэ, маскот Windows 7, а также Ай Мадобэ и Ю Мадобэ, маскоты Windows 8. На сегодняшний день использовано более 10 оригинальных персонажей. Тем не менее все эти персонажи были вдохновлены оригинальными ОС-тан, являющимся персонификациями операционных систем, которые возникли в имиджборде Futaba channel. Помимо появления в видео, у Инори также есть аккаунт в социальной сети Facebook, включающий пост о предыстории Инори, который, наряду с видео, является метафорой развития и эволюции Internet Explorer. Помимо этого Инори присутствует в специальной версии последней версии браузера. В Microsoft надеялись, что Инори может убедить поклонников аниме вернуться к Internet Explorer вследствие снижения его популярности, а также вследствие появления других браузеров, таких как Google Chrome и Mozilla Firefox.

## Приём
Бонни Бёртон из CNET положительно оценила Инори, отметив, что «она дерзкая девушка, которая борется с роботами, одевается как сексуальная девушка-отаку и гладит свою кошку во время сёрфинга в сети. Она из тех девушек, которых вы хотели бы увидеть крутящимся вокруг вашего компьютера» и сравнивает её с Clippy, «надоедливым помощником», прилагавшимся к ранним версиям Microsoft Office. Бёртон также заявила, что «она олицетворяет собой сдвиг в представлениях о том, каким может стать имидж IE», и пожелала, чтобы роль Инори в дальнейшем была расширена. В The Verge назвали видео с Инори «лучшей рекламой Microsoft» и добавили: «В конце концов, это аниме ради аниме, и одно только это доставляет удовольствие. Это может не вдохновить пользователей отказаться от Chrome в пользу IE, но это, безусловно, стоит просмотра». В The Verge также положительно сравнили Инори с более ранними рекламными кампаниями Microsoft и заявили: «Однако ни один персонаж не был совсем подобен Инори Айдзаве. Представленный миру в рекламном ролике под названием Internet Explorer: The Anime, Инори создана для того, чтобы побудить массы, а не разработчиков или энтузиастов, опробовать постоянно совершенствуемый браузер Microsoft». Digital Journal назвал видео «довольно захватывающим и сохраняющим ощущение напряжённой научной фантастики», и что Инори помогает Microsoft «использовать силу и влияние японского аниме для продвижения Internet Explorer». Марк Уилсон из WinBeta согласился с выводами, посчитав видео «довольно впечатляющим материалом». В Windows Central также прокомментировали видео, написав: «[Это] довольно крутая новая реклама IE от Microsoft», и нашли сцены «довольно эпичными», в то время как Уэйн Уильямс из BetaNews отметил, что «это, безусловно, иной способ привлечь людей к браузеру». Карлия Юн из Kicker Daily News написала: «Microsoft прошла долгий путь от плохих антропоморфных персонажей до так себе персонажей. Тем не менее их последнее предложение [Инори] вас не разочарует». Карли Смит из The Escapist написала, что «Инори попадает в перечень аниме со сценой трансформации девушки-волшебницы и милой индивидуальностью». Мэри-Энн Ли из Tech in Asia назвала Инори одной из причин, по которым Anime Festival Asia 2013 года «стоит посетить», заявив, что «Интернет взорвался от Internet Explorer-девушки [Инори]».
Персонаж стал популярен в Интернете, а также среди косплееров; было представлено большое количество фан-артов с изображением Инори. Видео и персонаж Инори были встречены с широким одобрением среди зрителей, некоторые заявили, что они вернулись в IE, в то время как другие называли это «стильной кампанией», но по-прежнему не хотели использовать Internet Explorer. Аккаунт персонажа в Facebook также имел успех, набрав более 17 000 лайков, из них 400 — в течение первых двух дней. С другой стороны в издании Guardian Liberty Voice задались вопросом, почему Microsoft создала такую мощную рекламную кампанию, имея так мало информации о реальном продукте. Отзывы, собранные и опубликованные в статье, показывают, что, хотя Инори считалась привлекательным маскотом, в самом браузере была удалена функция, которая была нужна одному из пользователей, и заставил других опрошенных задаться вопросом, почему именно Microsoft сосредоточила свою рекламу на Инори, а не на Internet Explorer. Ник Саммерс из The Next Web посчитал, что промовидео с Инори было «весьма запутанным», «непредсказуемым» и «безусловно отличающимся от старого Clippy», в то время как Питер Брайт из Ars Technica счёл видео «действительно довольно странным» и отнёс к достоинствам музыку. В The Tech Report отрицательно отозвались об Инори, озаглавив статью «Microsoft зазывает в Internet Explorer с помощью аниме-маскота».
В январе 2022 года сайт Comic Book Resources поместил Инори на седьмое место в списке десяти продуктов с оригинальными аниме-маскотами.